# Rusnaczka

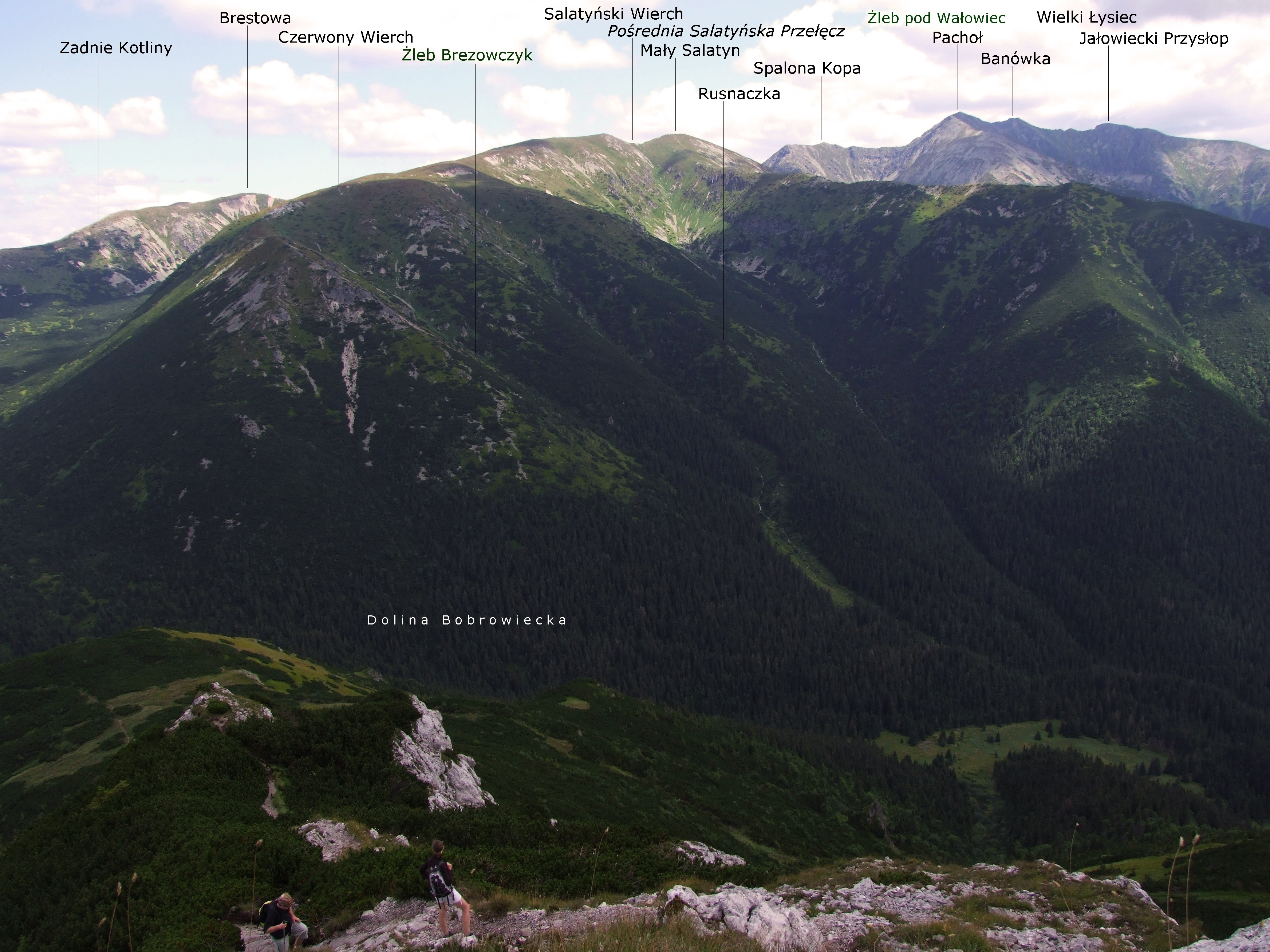
Po lewej stronie Żlebu pod Wałowiec Rusnaczka

Rusnaczka (słow. Rusnačka) – grzbiet górski, boczne odgałęzienie Czerwonego Wierchu w słowackich Tatrach Zachodnich. Rusnaczka opada w południowo-zachodnim kierunku do Bobrowieckiej Polany, oddzielając Żleb pod Wałowiec od żlebu Brzezowczyk. Jest to kopulasty grzbiet, w górnej części trawiasty, dołem zalesiony. Dawniej był wypasany, od czasu włączenia tego obszaru do TANAP-u i zaprzestania wypasu trawiaste dawniej obszary zarastają stopniowo kosodrzewiną.
Nazwa pochodzi zapewne od dość popularnego w rejonie Karpat nazwiska Rusnak, Rusnakami nazywano dawniej wędrownych garncarzy zajmujących się naprawą garnków.